# Budiwelnyk Kijów
Budiwelnyk Kijów (ukr. Баскетбольний клуб «Будівельник» Київ, Basketbolnyj Kłub "Budiwelnyk" Kyjiw) – ukraiński klub koszykarski, mający siedzibę w mieście Kijów.

## Historia
Chronologia nazw:
- 1945: BK SKIF Kijów (ukr. БК «СКІФ» Київ)
- 1962: BK Stroitiel Kijów (ros. БК «Строитель» Киев)
- 1989: BK Budiwelnyk Kijów (ukr. БК «Будівельник» Київ)

Klub koszykarski SKIF Kijów został założony w Kijowie w 1945 roku i reprezentował Instytut Fizkultury w Kijowie. Przez 13 lat zespół, który składał się przeważnie ze studentów uczelni, występował w kategorii „B” mistrzostw ZSRR. W 1958 roku awansował do elitarnej dywizji, po tym jak zespół zdobył mistrzostwo Ukraińskiej SRR. W 1962 roku klub został objęty opieką sponsorską przez "Kyjiwmiśkbud-4" i otrzymał nazwę Budowlaniec, w języku rosyjskim Stroitiel Kijów. Zespół natychmiast zdobył brązowe medale mistrzostw ZSRR, a po trzech latach został wicemistrzem ZSRR. Wiele razy klub stawał na podium, ale dopiero w 1989 udało się zdobyć tytuł mistrza ZSRR.
W 1989 klub przyjął obecną ukraińską nazwę Budiwelnyk Kijów. W 1990 po raz ostatni stał na podium, zdobywając brązowe medale mistrzostw ZSRR. Po uzyskaniu niepodległości przez Ukrainę i organizowaniu własnych mistrzostw rozpoczął występy w Wyższej Lidze Ukrainy. Przez 6 lat dominował w mistrzostwach Ukrainy zdobywając kolejne tytuły mistrzowskie. Od 1998 rozpoczął się gorszy okres funkcjonowania klubu. Przez problemy finansowe zostały sprzedane najlepsze zawodnicy. Dopiero w 2006 po znalezieniu bogatych sponsorów klub ponownie włączył się do walki o tytuł mistrza Ukrainy. W sezonie 2008/09 grał w Ukraińskiej Basketballowej Ligi (UBL), zdobywając wicemistrzostwo oraz Puchar ligi. W następnym sezonie po połączeniu dwóch lig, a mianowicie UBL i Superligi, występuje w Superlidze. W sezonie 2009/10 po raz kolejny był drugim, a w sezonie 2010/11 zdobył siódme mistrzostwo Ukrainy. W 2013 i 2014 powtórzył ten sukces. W sezonie 2018/19 klub został nie dopuszczony do rozgrywek w Superlidze przez Federację Koszykówki Ukrainy ze względu na obecność długów wobec graczy klubu.

## Sukcesy
- mistrz Mistrzostw ZSRR: 1989
- wicemistrz ZSRR: 1965, 1966, 1977, 1979, 1980, 1981, 1982
- brązowy medalista Mistrzostw ZSRR: 1962, 1964, 1970, 1974, 1983, 1984, 1988, 1990
- mistrz Ukrainy: 1992, 1993, 1994, 1995, 1996, 1997, 2011, 2013, 2014
- wicemistrz Ukrainy: 1998, 2009 (UBL), 2010
- brązowy medalista Mistrzostw Ukrainy: 1999, 2015
- zdobywca Pucharu Ukrainy: 2012, 2014, 2015
- zdobywca Pucharu UBL: 2009

## Koszykarze i trenerzy klubu

### Trenerzy
- 1945–1974:  Wołodymyr Szablinski
- 1974–1976:  Ołeksandr Kłymenko
- 1977–1978:  Wadym Hładun
- 1976–1987:  Borys Wdowyczenko
- 1987–199?:  Wiktor Bożenar

...
- 199?–200?:  Jewhen Murzin
- 2006–200?:  Rimantas Grigas
- 2010–201?:  Josep Maria Berrocal
- 2012–2014:  Ainārs Bagatskis
- 2014–2015:  Witalij Czornij

## Struktura klubu

### Stadion
Klub koszykarski rozgrywa swoje mecze domowe w hali Pałacu Sportu w Kijowie, który może pomieścić 6850 widzów.